# Azmahar Ariano
Azamahar Aníbal Ariano Navarro – noto anche come Aníbal Mello – (Panama, 14 gennaio 1991) è un calciatore panamense, difensore dell'Alianza Atlético e della nazionale panamense.